# Ibaraki (Ibaraki)
Ibaraki (jap. 茨城町 Ibaraki-machi) – miasto w Japonii, na wyspie Honsiu, w prefekturze Ibaraki. Według danych na rok 2020 miejscowość zamieszkiwało 31 401 mieszkańców , a gęstość zaludnienia wyniosła 258,3 os./km².